# 加尔旺
加尔旺是巴西圣卡塔琳娜州的一个市镇。总面积121.9平方公里，总人口3493人，人口密度28.7人/平方公里。